# Тім Мікелсон
Тім Мікелсон (англ. Tim Mickelson, 12 листопада 1948 — 30 серпня 2017) — американський академічний веслувальник.
Срібний призер Олімпійських Ігор 1972 року в складі вісімки.
Переможець Панамериканських ігор 1975 року в складі вісімки.
Чемпіон світу 1974 року в складі вісімки.